# バートリ・エルジェーベト
バートリ・エルジェーベト／エリザベート・バートリ（マジャル語：Ecsedi Báthory Erzsébet、ドイツ語：Elisabeth Báthory von Ecsed、スロバキア語：Alžbeta Bátoriová-Nádašdy、1560年8月7日-1614年8月21日）は、ハンガリー王国の貴族。史上名高い連続殺人者とされ、吸血鬼伝説のモデルともなった。「血の伯爵夫人」という異名を持つ。
ハンガリー人の姓名の順は日本と同じであり、マジャル語では旧姓のバートリが先にくる。しかし当時のハンガリーはドイツ＝神聖ローマ皇帝（オーストリア大公）がハンガリー王を兼ねてドイツ語を公用語としていたため、日本でもドイツ語式のエリザベート・バートリ(または英語風にエリザベス・バートリ)が用いられることが多い。

## 家系

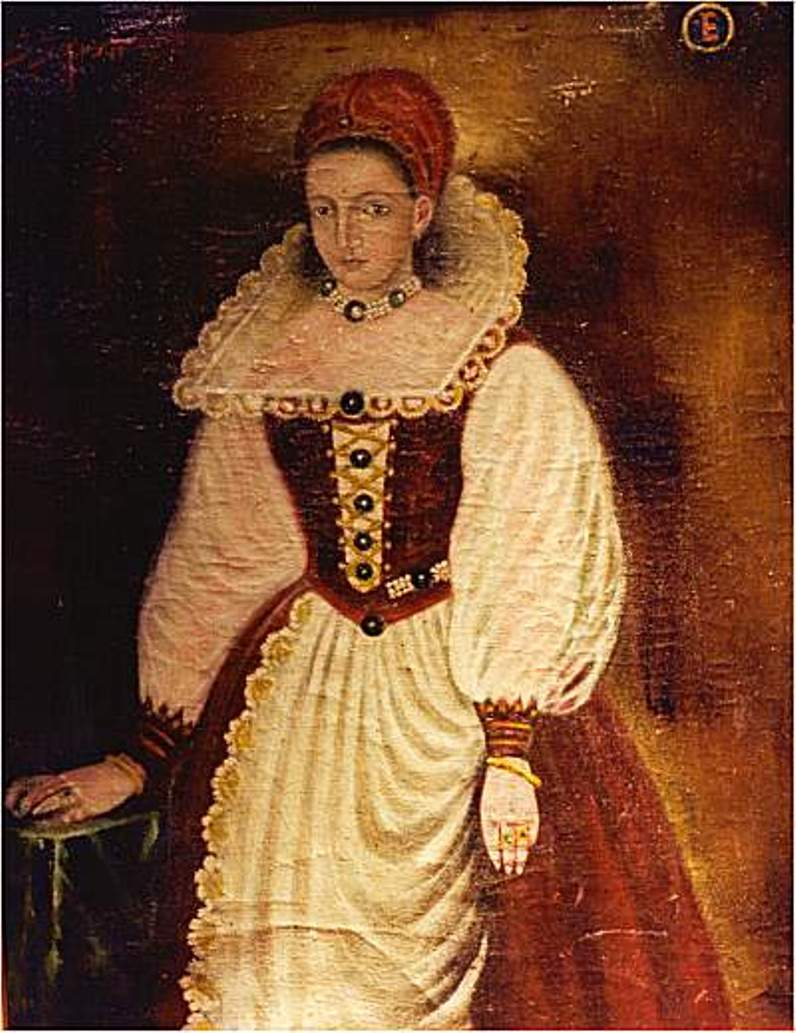
25歳の時の肖像（1585年）

バートリ家は16世紀から17世紀当時、トランシルヴァニア公国の中で最も有力な家門だった。エルジェーベトはエチェディ＝バートリ・ジェルジ (Ecsedi Báthory György) とショムヨーイ＝バートリ・アンナ (Somlyói Báthory Anna) の間に生まれる。ポーランド王位に就いてバートリ家の権勢を最大限に高めたバートリ・イシュトヴァーン9世（ポーランド王としてはステファン・バートリ）の姪に当たり、当時のトランシルヴァニア公やハンガリー王国の宰相も従兄弟である。
有力者が輩出する一方、エルジェーベトの近親者には悪魔崇拝者（叔父）、色情狂（兄弟）等と噂された者もいる。エルジェーベト本人も幼いときから感情の起伏が激しく、エキセントリックな性格を有していたという。これは一族が財産及び権力を保つ為に血族結婚を繰り返してきた影響だとも言われる。
エルジェーベトの外祖母テレグディ・カタリンと父ジェルジは又従姉弟に当たり、エルジェーベトの両親も血族同士の夫婦である。

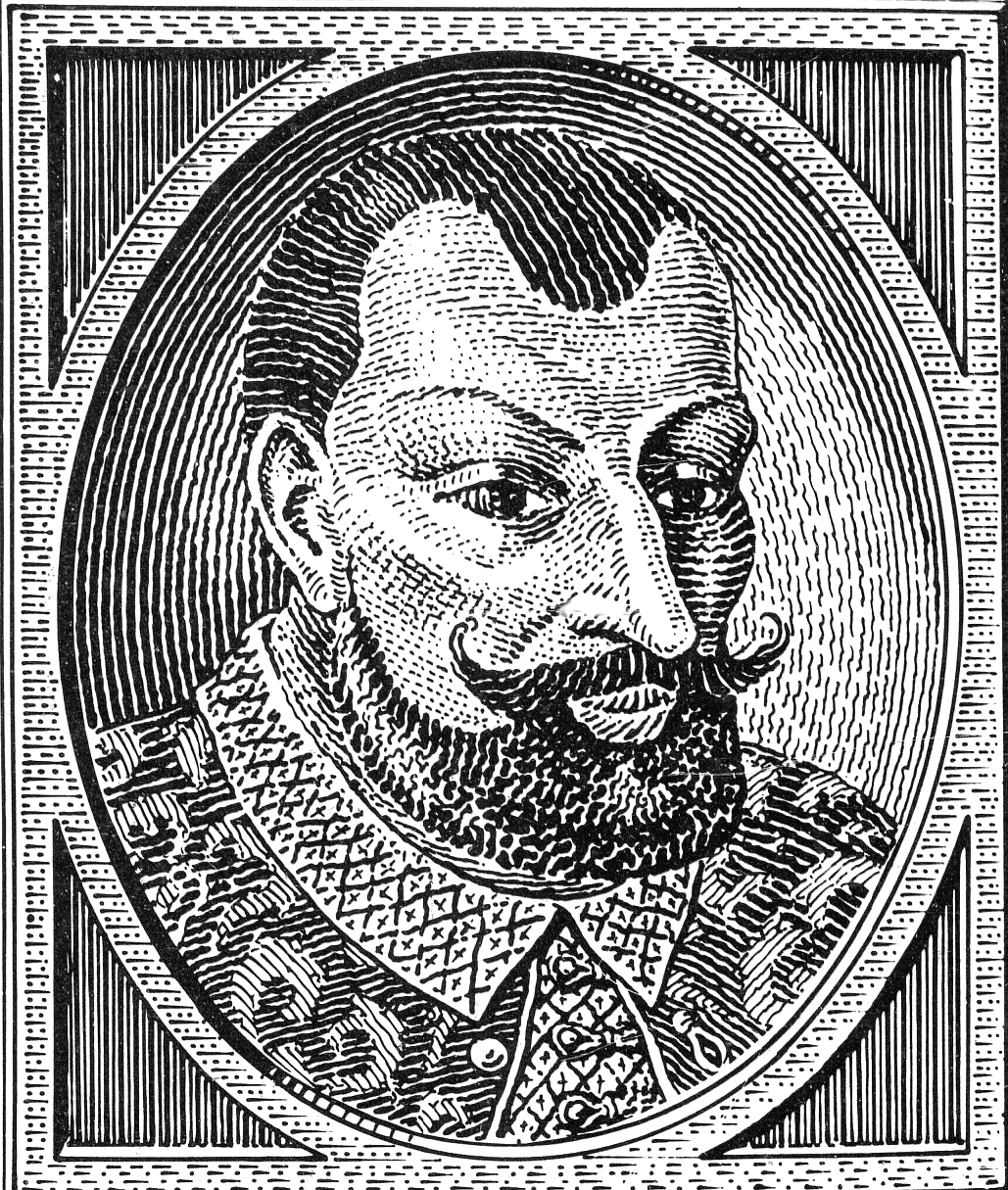
ナーダシュディ・フェレンツ2世

1575年、エルジェーベトは5歳年上のハンガリー貴族ナーダシュディ・フェレンツ2世と結婚した。フェレンツの父親はフェルディナント1世の治世でハンガリー副王を務めたナーダシュディ・タマーシュだが、エルジェーベトの方が高い身分にあったため、結婚後もバートリ姓を名乗った。フェレンツは対オスマン戦争におけるハンガリー軍の指揮官の1人であり、英雄として知られていたが、同時にその残虐さでも有名だった。
フェレンツはエルジェーベトの父方の高祖父エチェディ＝バートリ・イシュトヴァーン３世の妹カタリンの来孫に当たり、エルジェーベトはフェレンツの母方の高祖父ドラフィ・ベルトランの異母妹ユリアンナの曾孫に当たり、フェレンツとエルジェーベトもまた血族結婚であった。
この結婚により6人の子供（3男3女：アンドラーシュ (András)、パール (Pál)、アンナ (Anna)、カタリン (Katalin)、ミクローシュ (Miklós)、オルショリャ (Orsolya)）が生まれた。長女のアンナは、ニコラ6世・ズリンスキ伯爵の妻となる。次女のカタリンは、ホモンナイ＝ドルゲト・ジェルジの妻となる。
エルジェーベトはラテン語・ギリシア語などの読み書きもできる教養豊かな女性で、戦争で留守がちな夫に代わって城と数百ホルドの領地を含む荘園を管理し、諸外国に遊学する学生らの援助をした。

## 残虐行為

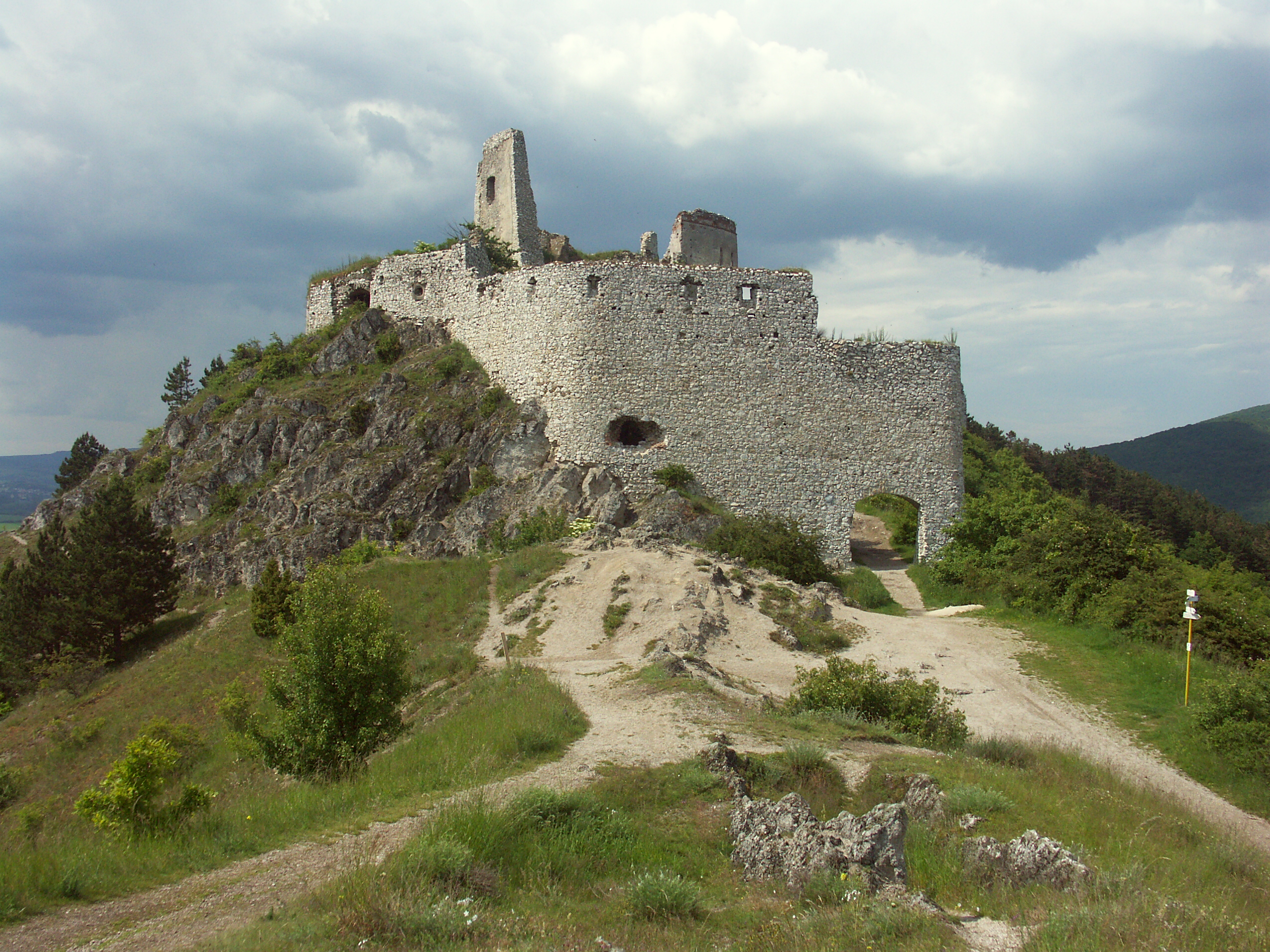
チェイテ城跡

オスマン帝国との戦争により夫が留守がちの中、エルジェーベトは性別を問わず多くの愛人を持ち、贅を尽くすことと自らの美貌を保つことに執着したというが、夫婦仲は良かった。1604年に夫が亡くなると、夫から贈与されて彼女自身の所有となっていたチェイテ城（現在はスロバキア領）に居を移した。
召使に対する残虐行為は、夫の存命中から始まっていたと考えられているが、夫と死別後に一層エスカレートしたようである。当初は領内の農奴の娘を誘拐したりして惨殺していたが、やがて下級貴族の娘を「礼儀作法を習わせる」と誘い出し、残虐行為は貴族の娘にも及ぶようになった。残虐行為は惨く、歳若い娘を「鉄の処女」で殺しその血を浴びたり、拷問器具で指を切断し苦痛な表情を見て笑ったり、刃物が敷きつめられた小さな箱に押し詰めたり、使用人に命じ娘の皮膚を切り裂いたり、性器や膣を取り出し、それを見て興奮しだすなど、変態性欲者だったという。同様の行為を行った人物として18世紀のロシアの貴族ダリヤ・サルトゥイコヴァの名が挙げられる。
地元のルター派の牧師の告発により、役人達は薄々事態に気付いていたが、バートリ家の名誉を考慮し、内密にしていたようである。しかし貴族の娘に被害が及ぶようになると、ハンガリー王家（ハプスブルク家）でもこの事件が噂され始め、1610年に監禁されていた娘の1人が脱走したことにより、ついに捜査が行われることになった。城に入った役人達は、多くの残虐行為が行われた死体と衰弱した若干の生存者を発見した。また、城のあちこちに多くの死体が埋められていることも後に明らかになった。

## 裁判

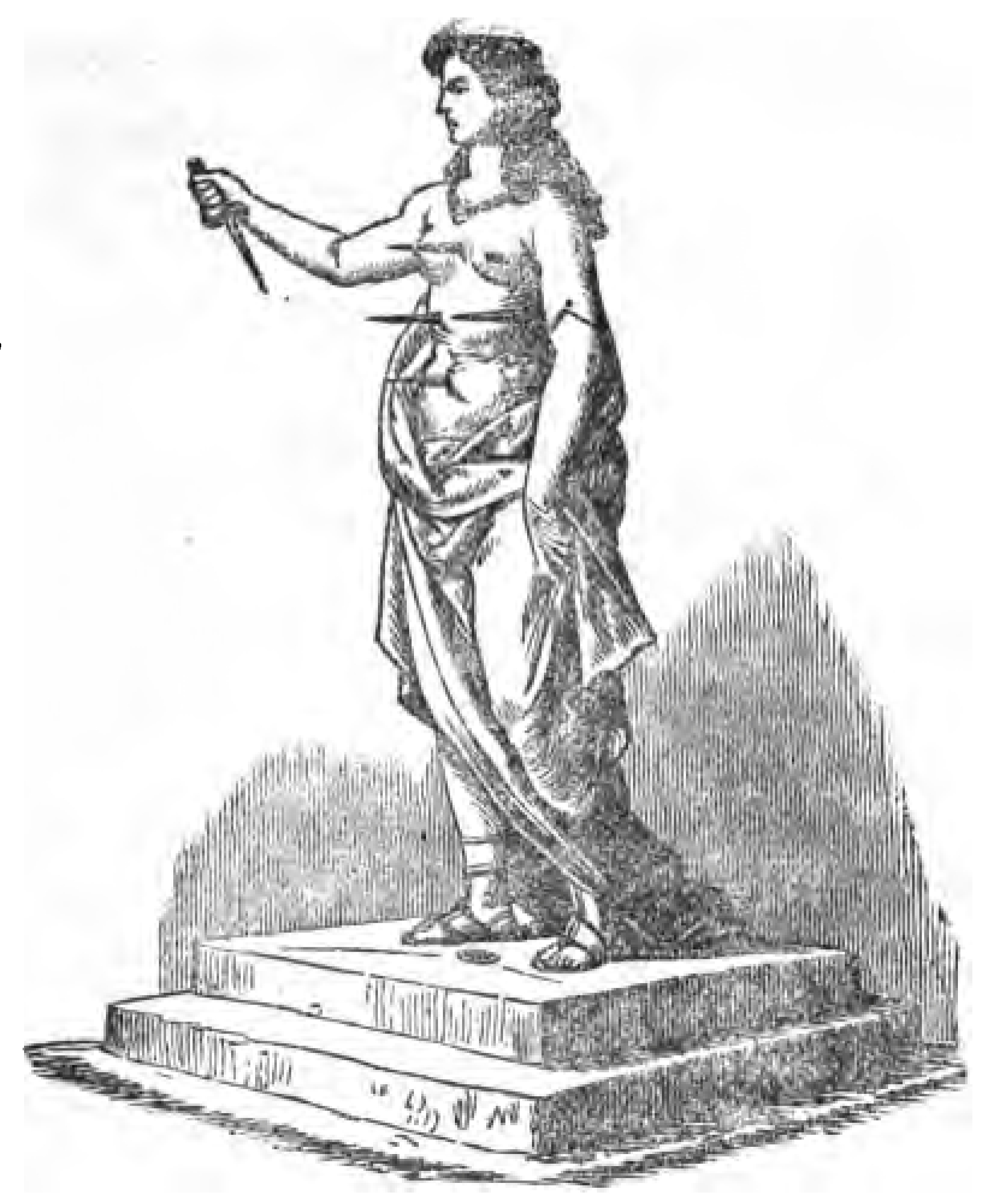
19世紀には、エルジェーベトがこのような「鉄の処女」を用いたと喧伝された（1868年画）

1611年1月の裁判では、生き残りの被害者、被害者の家族の証言が行われ、関連した侍女や召使達は拷問の末、残虐行為を認めた。
証言によると、残虐行為には棒で叩く、鞭で打つ等の通常の折檻の他、娘達の皮膚をナイフや針で切り裂いたり、性器や指を切るといった行為が含まれ、エルジェーベトの寝台の回りには、流れ落ちた血を吸わせるために灰が撒かれていたという。また、内側に鋭い棘を生やした球形の狭い檻の中に娘達を入れて天井から吊るし、娘達が身動きするたびに傷付くのを見て楽しむこともあった。さらに身体の具合が悪いときには、娘達の腕や乳房や顔に噛み付き、その肉を食べたともいう。多淫、黒魔術を行ったなどの証言もあった。
被害者の数は、エルジェーベト本人の記録では650人、裁判での正式な認定では80人だが、ハンガリー王マーチャーシュ2世の手紙によれば300人と認識されていた。

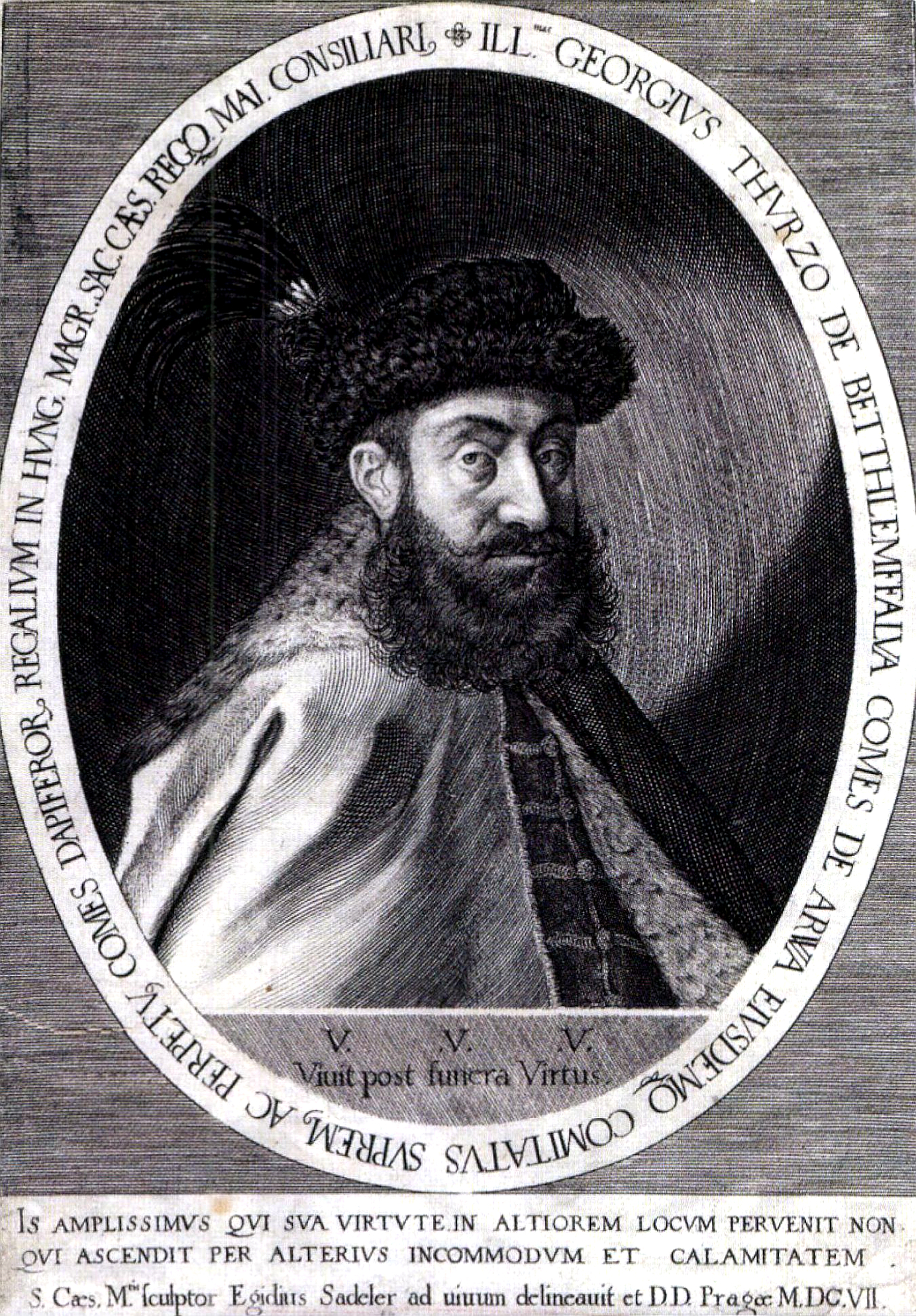
トゥルゾー・ジェルジ伯爵

チェイテ城の捜索及びその後の裁判を指揮したのは、エルジェーベトの娘アンナの夫ニコラの従兄に当たるハンガリー副王トゥルゾー・ジェルジ伯爵であった。
1611年1月、トゥルゾーが裁判官を務める裁判所は、共犯者として従僕を斬首刑に、2人の女中を火刑に処したが、首謀者であるエルジェーベト本人は高貴な家系であるため死刑にならず、扉と窓を漆喰で塗り塞いだチェイテ城の自身の寝室に生涯幽閉となった。屋上には、彼女が本来なら死刑に処せられるべき重罪人であることを示すために絞首台が置かれたという。
1日1回食物を渡す小窓だけを残し、扉も窓もすべて厳重に塗り塞がれた暗黒の寝室の中で、3年半に渡って生き続けた。そして1614年8月21日、食物の差し入れ用の小窓から寝室を覗いた監視係の兵士により、死亡が確認された。彼女の所領は子供達が相続することを許されている。

## 事件の背景
一部の資料によれば、1609年にベンデ・ラースロー（Bende László）という名の貴族との再婚を望んだが、彼女の遺産の自分らの取り分を心配する親戚らによって妨害されたという。この時から彼女に対する誹謗中傷攻撃が始まる。彼女の従兄ショムヨーイ＝バートリ・イシュトヴァーン（英語版）の息子でトランシルヴァニア公のバートリ・ガーボルが彼を失脚させようと謀るウィーン宮廷（ハプスブルク家）の一部の勢力との対立を深めていた。エルジェーベトが逮捕・告発されたのはガーボルが対ハンガリー戦の準備を進めていた矢先のことである。最近の推測では、遺産相続人のいないまま未亡人となった彼女は、政治的な理由による思想的な領地裁判の常套手段の犠牲者であり、彼女の反ハプスブルク、親トランシルヴァニア的政策のために幽閉されたものとされる。
エルジェーベトの逮捕は、当時のハプスブルク家のハンガリー国王マーチャーシュ2世がエルジェーベトの夫に対して抱えていた負債を帳消にし、かつ有力なバートリ一族の権力を抑えるための計略であるとする主張が一族や子孫によってされている。確かに加害者の証言は拷問により得られたものであり、エルジェーベト自身は一切の犯行を否認している。しかし逮捕や取り調べには、バートリ一族の者も加わっている。権力闘争に係わる思惑により捜査が進められ、証言が誇張された可能性はあるが、事実無根と考える研究者は殆どいない。
同時期に名門エステルハージ家の分家に当たるハンガリー西部の大貴族イーレーシュハージ・イシュトヴァーン伯爵が偽装された罪状で所領没収にあっている。これはオーストリアの宮廷に多額の借款をしていた、ヘンケル・ラザルスという商人への返済に充てることを狙っての冤罪である。ハンガリーに一大勢力を持つバートリ家とナーダジュディ家、更に言えば娘の嫁ぎ先でもあるズリンスキ家まで含めた一大スキャンダルに巻き込もうとする意図があっても不思議ではない。またズリーニ家とナーダジュディ家もハプスブルク家に対し謀反を企てた容疑で、同じくクロアチアの大貴族フランコパン家共々当主が処刑されている。なお、ナーダジュディ家は後に子孫のナーダシュディ・フェレンツがオーストリア継承戦争や七年戦争で軍功を立て貴族として復帰する。
16～17世紀頃、オスマン帝国とハプスブルク家の2大勢力の狭間にあって、封建領主としての絶対権を強めたマジャール貴族たちは、しばしば団結してハプスブルクによる支配強化に抵抗し、その中でバートリ家は大きな存在感を発揮していた。
エルジェーベトの伯父のトランシルヴァニア公バートリ・イシュトヴァーンは1575年、ハプスブルク家のマクシミリアン2世を退けてポーランド王位に就き、バルト海から黒海へと至る一大東欧帝国の建設を企てたが、この野望はイシュトヴァーンが死去し凡庸な甥バートリ・ジグモンドが後を継いだため挫折した。バートリ・ジグモンドの顧問だったボチュカイ・イシュトヴァーンは1604年、反ハプスブルク派貴族に擁立されて反乱を起こし、1606年のウィーン和約でトランシルヴァニア公国の独立を承認させた。

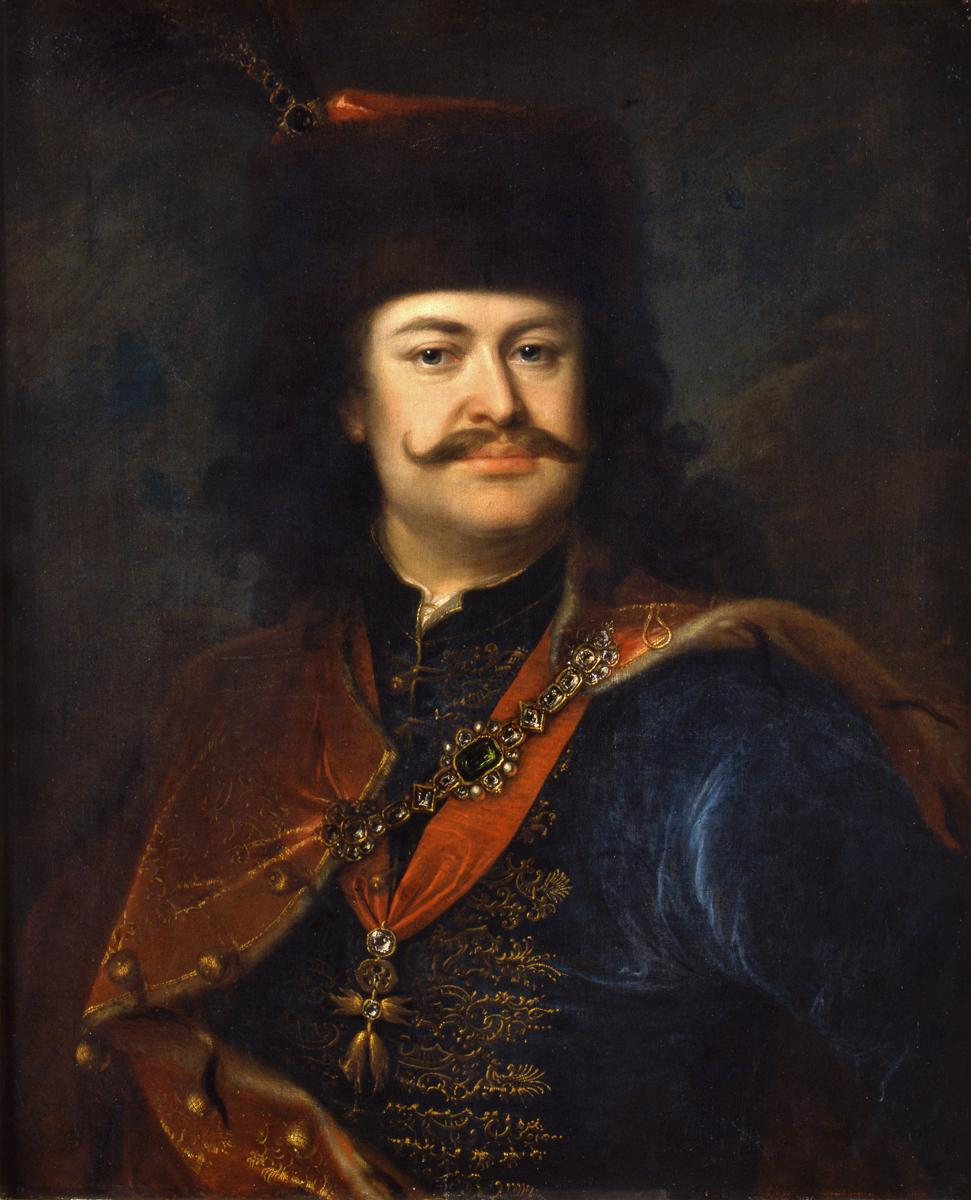
ラーコーツィ・フェレンツ2世

17世紀半ばにはエルジェーベトの娘アンナの甥で対オスマン戦争の英雄であったニコラ・ズリンスキが首謀者となりハンガリー独立を目的とする独立運動が起こる。しかしニコラは狩猟中の事故で死亡、ニコラの弟ペータル・ズリンスキが後を継ぐが、後に発覚し処刑されてしまう。そのペータルの娘が女傑ズリーニ・イロナである。イロナはトランシルヴァニア公ラーコーツィ・ジェルジ2世とバートリ・ジョーフィアの息子ラーコーツィ・フェレンツ1世の妻となり、後に17世紀後期の反ハプスブルク蜂起の指導者テケリ・イムレと再婚する。さらにイロナとフィレンツ1世の息子が、18世紀初頭の反乱軍の将となった英雄ラーコーツィ・フェレンツ2世である。
ハプスブルク家から見ればラーコーツィ家は反逆者の家系でもあり、エルジェーベトの事件の背景には、ハプスブルク家とマジャール貴族層の長年にわたる確執と政治的駆け引きが絡んでいた可能性は考えられる。

## 吸血鬼伝説
ある時、粗相をした侍女を折檻したところ、侍女は出血をし、その血がエルジェーベトの手の甲にかかり、血をふき取った後の肌が非常に美しくなったように思えた。そのことがあってから、若い処女の血液を求め、侍女を始め近隣の領民の娘を片っ端からさらっては生き血を搾り取り、血液がまだ温かいうちに浴槽に満たしてその中に身を浸す、という残虐極まりない行為を繰り返すようになった。その刑具として「鉄の処女」を作らせ、用いたと言われている。
血が流れることを好んだ、被害者の皮膚をかじって血肉を喰らう行為、淫乱で黒魔術を好み悪魔崇拝をしたという証言から、吸血鬼のイメージが付加されるようになった。彼女を描いた有名な文学作品にはファーイ・アンドラーシュ著『2人のバートリ・エルジェーベト』（A két Báthori Erzsébet,1827年）、シュプカ・ゲーザ著『呪われた女』（Az átkozott asszony,1941年）などがある。
シェリダン・レ・ファニュの女吸血鬼ホラー小説『カーミラ』（1872年）は、バートリ・エルジェーベトをモデルにしたと伝えられているが、定かでない。
ブラム・ストーカーの恐怖小説『吸血鬼ドラキュラ』もそのイメージを多く採り入れている。

## エルジェーベトを扱った作品

### 小説
- 遠藤周作『妖女のごとく』（1987年）

登場人物の大河内葉子がエリザベート・バートリーの生まれ変わりとされる。
- レイ・ラッセル『血の伯爵夫人: モダン・ゴシックの神髄』猪俣美江子 (翻訳) 朝日ソノラマ (ソノラマ文庫 海外シリーズ)  1986/4/1
- アンドレイ・コドレスク『血の伯爵夫人』全2巻 赤塚若樹(翻訳)、国書刊行会 (文学の冒険シリーズ) –1998/9/1

### 映画
- 鮮血の処女狩り Countess Dracula
1970年 イギリス
出演:イングリッド・ピット, ナイジェル・グリーン
監督:ピーター・サスディ
- 紅い唇 Les Lèvres rouges
1971年 ベルギー・フランス・西ドイツ合作映画。
出演:デルフィーヌ・セイリグ
監督:ハリー・キュメル
- インモラル物語 Contes immoraux
1973年 フランス（4話オムニバスの第3話）
出演:パロマ・ピカソ
監督:ワレリアン・ボロズウィック
- アイアン・メイデン 血の伯爵夫人バートリ Bathory
2008年のスロヴァキア・ハンガリー・チェコ・フランス合作映画。エリザベート・バートリ役はアンナ・フリエル。
- 血の伯爵夫人 The Countess
2009年のドイツ・フランス合作映画。
フランス出身の女優ジュリー・デルピーが監督、脚本、製作、音楽、主演を務めている。
- フライトナイト2 FRIGHT NIGHT 2: NEW BLOOD
2013年のアメリカ映画。吸血鬼となり現代まで生き続けているエリザベート・バートリ伯爵夫人役はジェイミー・マーレイ。
- バンパイアハンターD Vampire Hunter D: Bloodlust
菊地秀行原作の小説のアニメ化作品。1999年にアメリカで先行公開され、2001年に日本で公開された。
劇中に残虐な女貴族(＝吸血鬼)カーミラが登場する。居城の名前は史実のエルジェーベトと同じく、チェイテ城。

### 音楽
- ヴェノム「Countess Bathory」
1982年リリースのデビューアルバム『BLACK METAL』収録曲。
- X「ROSE OF PAIN」
1989年リリースのアルバム『BLUE BLOOD』収録曲。
- クレイドル・オブ・フィルス
1998年にバートリをテーマにしたコンセプトアルバム『Cruelty and the Beast』をリリース[7]。
- キャメロット「Elizabeth I: Mirror Mirror」「Elizabeth II: Requiem for the Innocent」「Elizabeth III: Fall From Grace」
2001年リリースのアルバム「Karma」収録曲
- Sunn O)))「Báthory Erzsébet」
2005年リリースのアルバム「Black One」収録曲
- スレイヤー「beauty through order」
2009年リリースのアルバム「World Painted Blood」収録曲
- ゴースト「Elizabeth」
2010年リリースのアルバム「Opus Eponymous」収録曲

### ゲーム
- アイ★チュウ
作中の楽曲「裏切りの果実」はエルジェーベトをモチーフにしている。
- モンスターストライク
ゲーム内のキャラにバートリーという名のモンスターが登場する。
- バンパイアキラー
悪魔城ドラキュラシリーズの関連作品。名前の表記は「エリザベート・バートリー」。サラエボ事件を裏で操って第一次世界大戦を巻き起こし、大量に出た死者の魂を生贄にドラキュラの復活を目論んでいる。ドラキュラの姪という設定で、最終ステージの中ボス。
- Fate/EXTRA CCC
作中での名前の表記は「エリザベート・バートリー」。バートリ家の紋章が竜に関連していた影響により、生前には無かった竜の角や尾などの特徴を持つキャラクターとして登場する。外見も猟奇的行為に耽る前の14歳の姿で描かれ、血の伯爵夫人としての側面よりもティーンの少女らしい小悪魔的なイメージを前面に出されている。
- Fate/Grand Order
プレイアブルキャラクターとして登場。基本的に上述のFate/EXTRAシリーズと同様のキャラクターだが、ゲーム内の期間限定イベントなどで多数のバリエーションが登場する。また、シェリダン・レ・ファニュ作のホラー小説「カーミラ」に登場する女吸血鬼カーミラもプレイアブルキャラクターとして登場しており、その正体は後年の血の伯爵夫人と恐れられたバートリ・エルジェーベトの成れの果てという設定がなされている。

### 漫画
- 池田理代子『ベルサイユのばら』
外伝の「黒衣の伯爵夫人」でエリザベート・モンテクレール伯爵夫人として登場。
- 佐伯かよの、新谷かおる『クオ・ヴァディス』
「バートリー夫人」として登場。本作においては現代までも生き続ける吸血鬼ではあるが、吸血衝動は無くなっている。
- 大西巷一『鮮血の貴婦人』（『ダンス・マカブル〜西洋暗黒小史〜』1巻収録）
- 荻野真『孔雀王　退魔聖伝』
ヴラド・ツェペシュ、ジル・ド・レと共に3人の吸血鬼王の一人として登場。
- ココなし。『保留荘の奴ら』
「エルザ」として登場。保留荘の住民だったが地獄に行くことになった殺人鬼。
- 河本ほむら、塩塚誠『魔女大戦 32人の異才の魔女は殺し合う』
血の伯爵夫人「エリザベート・バートリー」として登場。魔女大戦の第1回戦第1試合にて『嬲』欲を持つ魔女として巴御前と死闘を繰り広げる。
- 小野不由美『悪霊シリーズ』
「悪霊になりたくない！」で、ヴラド・ツェペシュと共に、事件の謎を解く鍵の存在となる。

### アニメ
- 『悪魔城ドラキュラ -キャッスルヴァニア-: 月夜のノクターン』
コナミの悪魔城ドラキュラシリーズに着想を得たNetflixオリジナルアニメ作品。2023年9月28日配信予定の悪魔城ドラキュラ -キャッスルヴァニア-: 月夜のノクターンに登場。フランス革命を舞台にした当作品でヴァンパイアの女王として登場する。

### アトラクション
- ブラッド・レジェンド

バートリ・エルジャベートの子孫の吸血鬼が館を訪れた2人の女性を襲う話。2018年、ユニバーサル・スタジオ・ジャパンで大人ハロウィーンのコンテンツの1つとしてシネマ4Dシアターで上映された。